# Nanaulu
Prema havajskoj mitologiji, Nanaʻulu [Nanaulu] bio je princ (poglavica) koji je došao na Havaje i osnovao svoju dinastiju.
Njegovi roditelji su bili kralj Tahitija Kiʻi (Tii) i kraljica Hinakoula, a imao je brata Ulua.
Ulu i Nanaʻulu su krenuli s Tahitija na put prema Havajima.
Nanaʻulu i Ulu su osnovali svoje dvije obitelji havajskih poglavica.
Nanaʻulu je oženio Kapumaleolani, koja mu je rodila kćer Kahaumokulēʻiju.
Mnogi Havajci i danas prate porijeklo preko Nanaʻulua.